# Hexacarbonyle de tungstène
L'hexacarbonyle de tungstène est un composé chimique de formule W(CO)6. Analogue à l'hexacarbonyle de molybdène Mo(CO)6 et à l'hexacarbonyle de chrome Cr(CO)6, il se présente comme un solide blanc cristallisé ininflammable, pratiquement insoluble dans l'eau et peu soluble dans les solvants apolaires. Stable au contact de l'air, il se décompose au-dessus de 180 °C en libérant dans monoxyde de carbone CO et du dioxyde de carbone CO2.
Il s'agit d'un carbonyle de métal constitué d'un atome de tungstène central coordonné à six ligands carbonyle CO, respectant la règle des 18 électrons, dans lequel la liaison W–C à une longueur de 207 pm.
Il peut être obtenu par réduction de chlorure de tungstène(VI) WCl6 à l'aide de triéthylaluminium Al(C2H5)3 dans une atmosphère de monoxyde de carbone CO sous pression :
WCl6 + 6 CO + 2 Al(C2H5)3 → W(CO)6 + 2 AlCl3 + 3 C4H10.
Cette réaction est toutefois rarement mise en œuvre au laboratoire car elle requiert des équipements coûteux alors que l'hexacarbonyle de molybdène peut être acheté à des prix raisonnables.

## Applications
L'hexacarbonyle de tungstène est largement employé en chimie des composés organométalliques car un ou plusieurs de ses ligands carbonyle peuvent être déplacés par d'autres ligands, en l'occurrence organiques. Il se comporte en cela de façon semblable à l'hexacarbonyle de molybdène, mais en formant des composés plus stables. Il peut ainsi former du tris(nitrile) tricarbonyle de tungstène W(CO)3(CN)3 par réaction avec l'acétonitrile CH3CN.
L'hexacarbonyle de tungstène est couramment utilisé dans la technique d'Electron beam-induced deposition.